# Michel van Dyke

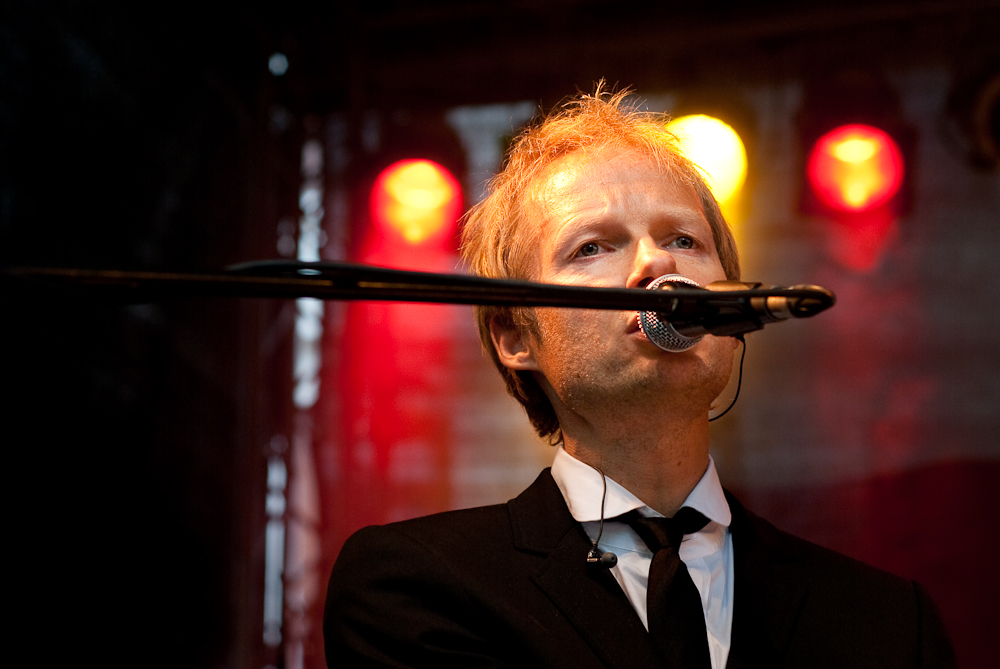
Michel van Dyke auf einem Ruben-Cossani-Konzert

Michel van Dyke (* 3. Juni 1961 in Noordwijkerhout, Niederlande; eigentlich Michel van der Klugt) ist ein deutscher Musiker und Produzent.

## Leben
Michel van Dyke erhielt ab 1968 Klavierunterricht und war 1972 Organist in der Kirche seiner Heimatgemeinde. 1977 erfolgte der Umzug mit Eltern und Bruder in das kleine Dörfchen Menne in der Nähe von Warburg in Ostwestfalen. 1980 legte er am Gymnasium Marianum Warburg das Abitur ab.
Van Dyke spielte 1980–1985 in diversen Bands (Gigolo, Yellow Press und anderen), an deren Gründung und musikalischer Entwicklung er stets maßgeblich beteiligt war. Parallel dazu studierte er Lehramt an der Universität Paderborn (Kunst, Englisch). 1984 hatte er seinen ersten Fernsehauftritt im Talentschuppen von Jürgen von der Lippe. Im Jahr darauf zog er nach Hamburg, wo er die nötigen Musiker, Studios und Verbindungen wähnte, die er zur Umsetzung seiner künstlerischen Ziele benötigte.

## Musikalisches Werk
1986 erhielt er seinen ersten Plattenvertrag bei der Firma Metronome. Mit diesem Label veröffentlichte er die beiden Maxi-Singles Physical Now und I Do in den folgenden Jahren. Da der große kommerzielle Erfolg ausblieb, wechselte van Dyke später mehrmals die Plattenfirma. Während der späten 1980er und frühen 1990er Jahre produzierte er mehrere Alben in englischer Sprache im hauseigenen Studio. Nebenher verdiente der Musiker, der mit Franz Plasa von der Band Felix de Luxe (Taxi nach Paris) in einer Wohngemeinschaft wohnte, sein Geld mit Tanzmusik, Filmhintergrundmusik und Einsätzen als Studiomusiker.
Mit der europaweit beachteten LP Michel van Dyke (Chrysalis-Records) folgte dann 1988 ein Album, das auch in Frankreich, Kanada und Australien Hitparadenplätze erzielte. Der Hit Stuck on you wurde der erste Radiosong von Michel. Erste TV-Auftritte in Nachmittagssendungen folgten.
Später kamen die Alben One Life und Reincarnated hinzu. One Life wurde von der englischen Musikzeitschrift NME zu den besten 50 internationalen Alben des Jahres 1991 gewählt. Reincarnated produzierte van Dyke zusammen mit dem international renommierten Midge Ure. Sein letztes englischsprachiges Album war dann schließlich Kozmetica im Jahre 1996 (RCA). Die Singleauskoppelungen Womanchild und She Said wurden von MTV in ihre regelmäßigen Ausstrahlungen übernommen. Daran schloss sich eine Deutschlandtour durch Clubs und kleinere Hallen an.
Seine größten Hits Tell Him (1991 – One Life) und She Comes at the End of the Day (1993 – Reincarnated) konnten sich am besten in den Charts platzieren und dort auch einige Wochen behaupten.
Während der 1980er und 1990er Jahre war van Dyke mit Bands wie den Simple Minds, Oasis, Deep Blue Something, K’s Choice, Fury in the Slaughterhouse oder Runrig auf Tourneen unterwegs. Van Dyke gab hunderte von Konzerten in Deutschland und Europa (Frankreich, Russland) und war vor allem in den Radiosendern Norddeutschlands regelmäßig zu hören. Im Jahr 2000 erhielt er dann erstmals Arbeit als Produzent und Autor an verschiedenen weiter gehenden Projekten. So komponierte und produzierte er Songs für die deutschen Kinofilme Anatomie und Crazy sowie für die deutsch-polnische Produktion Herz im Kopf.
Parallel dazu schrieb er für die Teenieband Echt sieben von deren größten Erfolgen (u. a. Wo bist Du jetzt? und Du trägst keine Liebe in dir) und gewann mit ihnen goldene Schallplatten, den Bambi (2000), die Goldene Europa (Gruppe des Jahres 2000) und den deutschen Musikpreis Echo (für das beste Musikvideo). Dabei war das Schreiben für andere Künstler nicht geplant und zunächst nur eine Gefälligkeit für den Produzenten Franz Plasa, der auf der Suche nach Material für seine Schützlinge gewesen war.
Nach der Trennung von Kim Frank und seinen Kollegen von Echt erschien 2001 van Dykes erstes deutschsprachiges Album Die große Illusion (Polydor/Universal). 2003 begann van Dyke dann mit der Arbeit an neuen Songs und einem zweiten deutschsprachigen Album. Außerdem führte er eine Tour mit der Band Paula und dem befreundeten Liedermacher Bernd Begemann durch. Im Jahre 2004 erschien das deutschsprachige Album Bossa Nova (zunächst Orbit/Home-Label, später Königskinder-Label). Die anschließende Deutschlandtour, zusammen mit Annett Louisan und etwas später auch mit Dieter Thomas Kuhn, führte ihn erneut durch die gesamte Republik.
Außerdem steuerte van Dyke anlässlich des 80. Geburtstages von Hildegard Knef einen Song zu dem Album Hildegard Knef – Ihre Lieder sind anders (2005) bei.
Im Zuge der Wiederbelebung der deutschen Musikszene nach der Jahrhundertwende wurden auch einige Bücher über die Protagonisten dieses Aufschwungs geschrieben. In Du und viele von deinen Freunden / 2 wird van Dyke und seine Musik, zusammen mit einer Reihe anderer deutscher Musiker vorgestellt und gewürdigt.

### Produzent, Arrangeur, Komponist und Texter
Seit den frühen 1990er Jahren arbeitete van Dyke immer wieder in London. Er traf dort mit einigen Produzenten und Arrangeuren der Musikbranche zusammen (z. B. Mike Hedges – Produzent der Cure oder Midge Ure). Michel van Dyke tritt seitdem, neben seiner eigenen Musikerkarriere, vermehrt als Texter, Komponist, Arrangeur und Produzent auf. Dabei arbeitete er ebenso für namhafte Stars wie deutsche und Schweizer Nachwuchskünstler, darunter sind z. B.:
Mit englischen Songs
- The Mobile Homes – 1996 ('Turn off the silence)
- Anne Haigis – 1997 (Better without you)
- Princessa – 1999 (Tell Her)
- Anna Loos – 2000 (My Truth)
- Jan Josef Liefers – 2002 (Everybody Wants to be Alone, Choose me)
- The Deuce Project – 2003 (Stone cold, Starting all over)
- Patrick Nuo – 2004 (Girl in the Moon, Eject My Heart u. a.)
- Florence Joy – 2004 (If I would ever fall in love again, Till you were gone)
- Fury in the Slaughterhouse – 2006 (Homesick)
- Kai Wingenfelder – 2007 (Last Days of Summer, First Day of my Life)

Mit deutschen Songs
- Echt – 1998/1999 (Wo bist Du jetzt?, Es geht vorbei, Du trägst keine Liebe in dir, 2010, Romeos)
- Oceana und Kim – 2001 (Mein Tag hat 48 Stunden)
- Dieter Thomas Kuhn – 2001 (Melanie)
- Linientreu – 2001 (Halt mich, Star)
- Alicja – 2002 (Ich verlier’ mich gern in dir)
- Marlon – 2002 (Fliegen)
- Scala & Kolacny Brothers – 2005 (Du trägst keine Liebe in dir – in der Version eines Mädchenchors aus Belgien)
- Neuser – 2006 (Von vorn anfangen)
- Jasmin Wagner – 2006 (Männer brauchen Liebe, Ein neues Gefühl, Alles was du willst u. a.)
- Mariannenplatz – 2007 (Du trägst keine Liebe in dir)
- Christian Venus – 2008 (3 Uhr Morgens, Fußballstadion)
- Thomas Godoj – 2009 (Notizen)
- Axel Fischer – 2009 (Du trägst keine Liebe in dir)
- Thomas Godoj – 2011 (So weit so gut)
- Ferris MC – 2015 (Fensterlose Zeit)
- Daniel Wirtz – 2015 (Du fährst im Dunkeln)

Van Dyke fertigte schon früh Videoclips zu seinen Hits an, die ihn bereits in den 1980er Jahren immer wieder in die TV-Musiksendungen brachten (Formel Eins u. a.), lange bevor VIVA und MTV den Geschmack einer ganzen Generation prägten. Zur filmischen Umsetzung seines Songs Regenwahrscheinlichkeit 100% (2005) konnte er Markus Wustmann als Regisseur und die Schauspieler Anna Loos und Jan Josef Liefers gewinnen. Lieder von van Dyke wurden auch von verschiedenen deutschen Gruppen gecovert (Neuser u. a.).
Besonders interessant ist, dass die amerikanische Band „The Deuce Project“ seine beiden Hits Du trägst keine Liebe in dir (Stone Cold) und Nochmal von vorn anfangen (Starting All Over) 2003 in englischer Sprache gecovert und damit seine Songs erfolgreich auf dem US-Markt platziert hat.
2005 arbeitete Michel van Dyke als Dozent beim Projekt PopCamp mit, einem Musikförderprojekt für herausragende Bands aus dem Segment der deutschen populären Musik mit Sitz in Bonn. Van Dyke coachte die Bands bei PopCamp in den Bereichen Songwriting und Composing. Außerdem gehörte van Dyke zu den Juroren und Coaches der Abteilung Band Factory des John Lennon Talent Awards, der junge Künstler fördert und auf ihrem Weg zur Professionalisierung begleitet.
2006 schrieb van Dyke zusammen mit Bernd Begemann das Material zu Jasmin Wagners Album Die Versuchung und lieferte mit Männer brauchen Liebe  einen Sommerhit ab. Als die Scheibe im Frühjahr 2007 ein zweites Mal herausgebracht wurde, trat Michel im Bonusteil in einem Duett mit Jasmin an. Im Jahr 2007 war er mit zwei englischen Kompositionen auf Alone, der ersten Solo-CD seines gleichaltrigen Kollegen Kai Wingenfelder (Sänger von Fury in the Slaughterhouse) vertreten.
Michel van Dyke im Duett mit anderen Künstlern:
- Jasmin Wagner – Wenn du mich nicht willst, Die große Versuchung (2007)
- Regy Clasen – Liebe so gut es ging, Compilation KunztStücke (2008)
- Annett Louisan – Das kann man nicht vergleichen, Alles auf einmal (2009)
- Dr. Renz – Raus (nur auf der Singleauskopplung), Alles auf einmal (2010)
- Ferris MC – Wegen der Musik, Doppelleben (2014)
- Revolverheld – MTV Unplugged in 3 Akten (2015)

### Mitglied bei Ruben Cossani
Seit 2007 war Michel van Dyke auch einer der Protagonisten, der Komponist, Texter und Produzent des Poptrios Ruben Cossani. Seine Mitstreiter waren Konrad Wissmann und Alexander Jezdinsky, die, ähnlich wie van Dyke, mehrere Instrumente beherrschten und auch jeweils Leadstimmen in den Songs übernahmen.
Im Februar 2009 gingen die drei mit ihrer aktuellen Single Bis auf letzte Nacht beim Bundesvision Song Contest von Stefan Raab für das Bundesland Schleswig-Holstein an den Start und landeten auf dem 8. Platz. Nachdem Ruben Cossani sich mit Bis auf letzte Nacht kurzzeitig unter die Top 100 der deutschen Single-Charts schieben konnten (ausschließlich mit Downloads), gingen sie im Mai 2009 als Vorgruppe mit Sasha auf Deutschlandtour in alle großen Städte der Republik. Am 5. August 2009 wurde Ruben Cossani der Musikpreis des Verbandes der Deutschen Konzertdirektionen (VDKD) verliehen.
Ein zweites Album der Band mit dem Titel Alles auf einmal ist nach zahlreichen weiteren Auftritten und Open-Air-Konzerten im Sommer (Hamburg Altonale, Breminale u. v. m.) am 4. September 2009 erschienen. Daraus wurden vier Singles ausgekoppelt. Raus, die letzte Single (Februar 2010), wurde zusammen mit dem Sänger Dr. Renz von der Band Fettes Brot eingespielt.
Nach einer längeren Pause gab die Band im Frühjahr 2012 ihre Trennung bekannt. Zuletzt veröffentlichte sie eine Live-CD und gab ein Abschiedskonzert am 26. März 2012 in Hamburg (Fliegende Bauten).

### Weitere Solokarriere
Nach der Auflösung von Ruben Cossani schrieb van Dyke an einem neuen Solo-Album, das im August 2014 auf den Markt kam. Das Album erschien bei Warner Music und erhielt viele gute Kritiken. Musik für „Hirn und Hintern“ wird die CD mit dem Titel Doppelleben oft genannt. Darauf stehen typische van-Dyke-Balladen neben ironisch-tiefsinnigen Stücken über die Liebe und das Älterwerden. Neu im Repertoire von van Dyke waren tanzbare Beats und Rap-Musik. Befreundete Künstler, die, neben den hervorragenden Studiomusikern, am Album mitgewirkt haben: Swen Meyer (Co-Produzent), Ferris MC (Rapper – im Duett bei Wegen der Musik) und Jan Josef Liefers (liest Nordsee, eine Geschichte aus der Feder von van Dyke). Nach der Veröffentlichung des Albums tourte van Dyke mit seiner Band Die Versuchung durch Clubs und Hallen oder wirkte bei befreundeten Bands – wie z. B. Revolverheld – bei MTV-Unplugged-Konzerten mit.
Im Sommer 2015 kam der Film Taxi von Karen Duve (Drehbuch) und Kerstin Ahlrichs (Regie) in die deutschen Kinos. Michel van Dyke hat für diesen Streifen (im Mittelpunkt steht eine Taxifahrerin im Hamburg der 80er Jahre) den größten Teil des 18 Songs umfassenden Soundtracks komponiert, getextet und gesungen.
Michel van Dyke ist zudem Professor für Songwriting am Institut für Jazz, Rock, Pop der Hochschule für Musik, Theater und Medien Hannover.

### Diskografie
| Englisch - Michel van Dyke (1988) - One Life (1991) - Reincarnated (1993) - Kozmetica (1996) Deutsch - Die große Illusion (2001) - Bossa Nova (2004) - Doppelleben (2014) - Original-Soundtrack zum Film Taxi (2015) - Fangt schon mal ohne mich an (2019) Mit Ruben Cossani - Tägliche Landschaft (2008) - Alles auf einmal (2009) - Zu gut für diese Welt – Live (2012) | Englisch - Physical Now (1986) - I Do (1987) - Stuck on you (1988) - Baby lay your hands on me (1989) - Tell Him (1991) - Jealousy (1991) - Let Love take my Place (1992) - She Comes at the End of the Day (1993) - Maybe I should leave (1994) - Womanchild (1996) - She said (1997) | Deutsch - Herbst (2001) - Kriegen wir schon wieder hin (2004) - Schläfst du schon? (2004) - Bestimmt was vergessen (2014) - Ging in die Welt hinaus (2014) Mit Ruben Cossani - Mitgefühl (2008) - Haut (2008) - Besser Jetzt (2008) - Bis auf letzte Nacht (2009) - Engel an der Wand (2009) - Es kann sein (2009) - Raus (2010 – feat. Dr. Renz) |